# Grand Prix Węgier 2015
Grand Prix Węgier 2015 (oficjalnie Formula 1 Pirelli Magyar Nagydíj 2015) – dziesiąta eliminacja Mistrzostw Świata Formuły 1 w sezonie 2015. Grand Prix odbyło się w dniach 24–26 lipca 2015 roku na torze Hungaroring w Mogyoród.

## Lista startowa
Źródło: Wyprzedź Mnie!
Na niebieskim tle kierowcy biorący udział jedynie w piątkowych treningach
| Nr | Kierowca         | Zespół                        | Samochód               | Silnik                         | Opony |
| -- | ---------------- | ----------------------------- | ---------------------- | ------------------------------ | ----- |
| 3  | Daniel Ricciardo | Infiniti Red Bull Racing      | Red Bull RB11          | Renault Energy F1-2015 1.6T V6 | P     |
| 5  | Sebastian Vettel | Scuderia Ferrari              | Ferrari SF15-T         | Ferrari 059/4 1.6T V6          | P     |
| 6  | Nico Rosberg     | Mercedes AMG Petronas F1 Team | Mercedes F1 W06 Hybrid | Mercedes-Benz PU106B 1.6T V6   | P     |
| 7  | Kimi Räikkönen   | Scuderia Ferrari              | Ferrari SF15-T         | Ferrari 059/4 1.6T V6          | P     |
| 8  | Romain Grosjean  | Lotus F1 Team                 | Lotus E23 Hybrid       | Mercedes-Benz PU106B 1.6T V6   | P     |
| 9  | Marcus Ericsson  | Sauber F1 Team                | Sauber C34             | Ferrari 059/4 1.6T V6          | P     |
| 11 | Sergio Pérez     | Sahara Force India F1 Team    | Force India VJM08      | Mercedes-Benz PU106B 1.6T V6   | P     |
| 12 | Felipe Nasr      | Sauber F1 Team                | Sauber C34             | Ferrari 059/4 1.6T V6          | P     |
| 13 | Pastor Maldonado | Lotus F1 Team                 | Lotus E23 Hybrid       | Mercedes-Benz PU106B 1.6T V6   | P     |
| 14 | Fernando Alonso  | McLaren Mercedes              | McLaren MP4-30         | Honda RA615H 1.6T V6           | P     |
| 19 | Felipe Massa     | Williams Martini Racing       | Williams FW37          | Mercedes-Benz PU106B 1.6T V6   | P     |
| 22 | Jenson Button    | McLaren Mercedes              | McLaren MP4-30         | Honda RA615H 1.6T V6           | P     |
| 26 | Daniił Kwiat     | Infiniti Red Bull Racing      | Red Bull RB11          | Renault Energy F1-2015 1.6T V6 | P     |
| 27 | Nico Hülkenberg  | Sahara Force India F1 Team    | Force India VJM08      | Mercedes-Benz PU106B 1.6T V6   | P     |
| 28 | Will Stevens     | Manor Marussia F1 Team        | Marussia MR03B         | Ferrari 059/3 1.6T V6          | P     |
| 30 | Jolyon Palmer    | Lotus F1 Team                 | Lotus E23 Hybrid       | Mercedes-Benz PU106B 1.6T V6   | P     |
| 33 | Max Verstappen   | Scuderia Toro Rosso           | Toro Rosso STR10       | Renault Energy F1-2015 1.6T V6 | P     |
| 42 | Fabio Leimer     | Manor Marussia F1 Team        | Marussia MR03B         | Ferrari 059/3 1.6T V6          | P     |
| 44 | Lewis Hamilton   | Mercedes AMG Petronas F1 Team | Mercedes F1 W06 Hybrid | Mercedes-Benz PU106B 1.6T V6   | P     |
| 55 | Carlos Sainz Jr. | Scuderia Toro Rosso           | Toro Rosso STR10       | Renault Energy F1-2015 1.6T V6 | P     |
| 77 | Valtteri Bottas  | Williams Martini Racing       | Williams FW37          | Mercedes-Benz PU106B 1.6T V6   | P     |
| 98 | Roberto Merhi    | Manor Marussia F1 Team        | Marussia MR03B         | Ferrari 059/3 1.6T V6          | P     |
| Nr | Kierowca         | Zespół                        | Samochód               | Silnik                         | Opony |

## Wyniki

### Sesje treningowe
Źródło: Wyprzedź Mnie!
| Sesja | Nr | Kierowca       | Konstruktor | Czas     | Okr. |
| ----- | -- | -------------- | ----------- | -------- | ---- |
| 1     | 44 | Lewis Hamilton | Mercedes    | 1:25,141 | 18   |
| 2     | 44 | Lewis Hamilton | Mercedes    | 1:23,949 | 36   |
| 3     | 44 | Lewis Hamilton | Mercedes    | 1:22,997 | 12   |

### Kwalifikacje

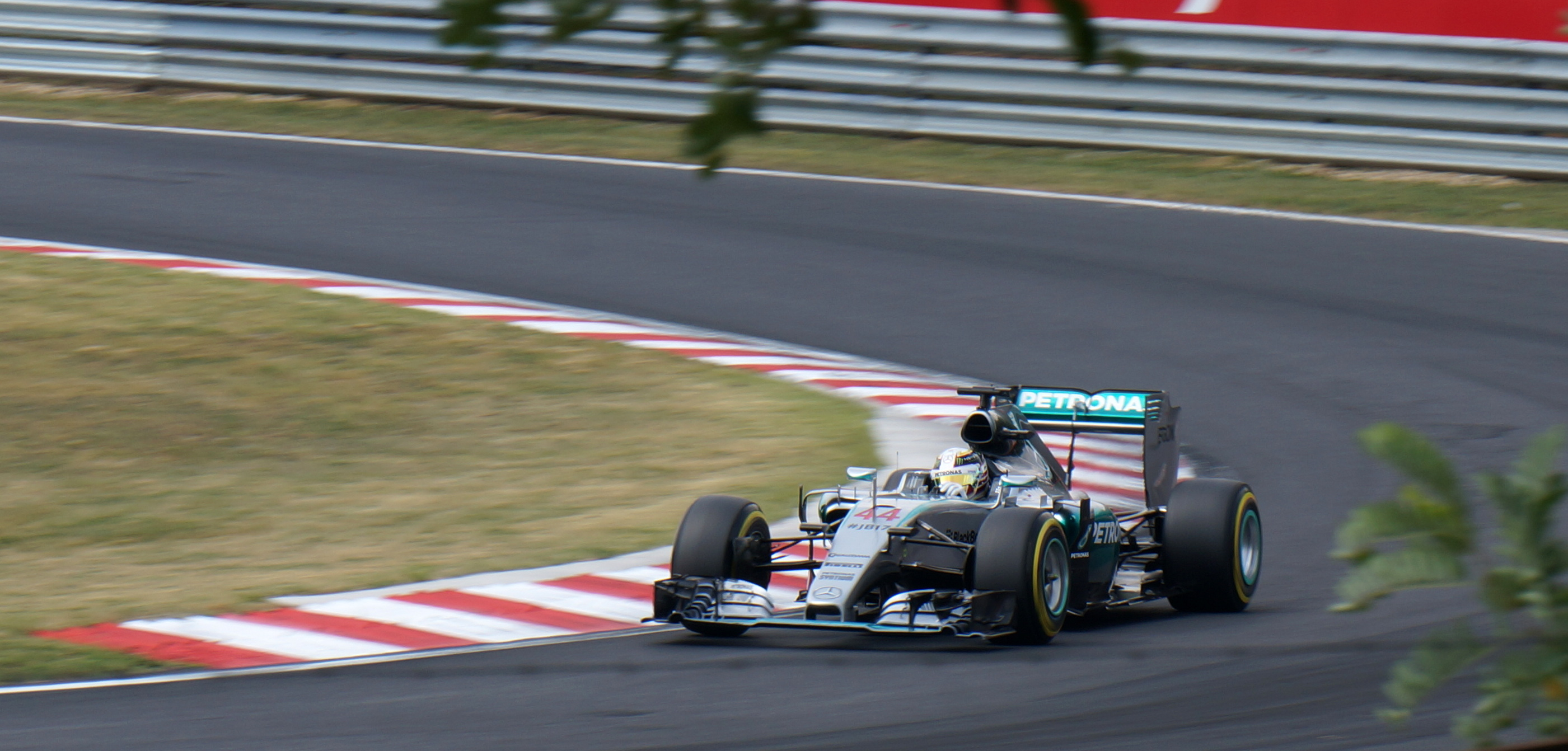
Lewis Hamilton podczas kwalifikacji

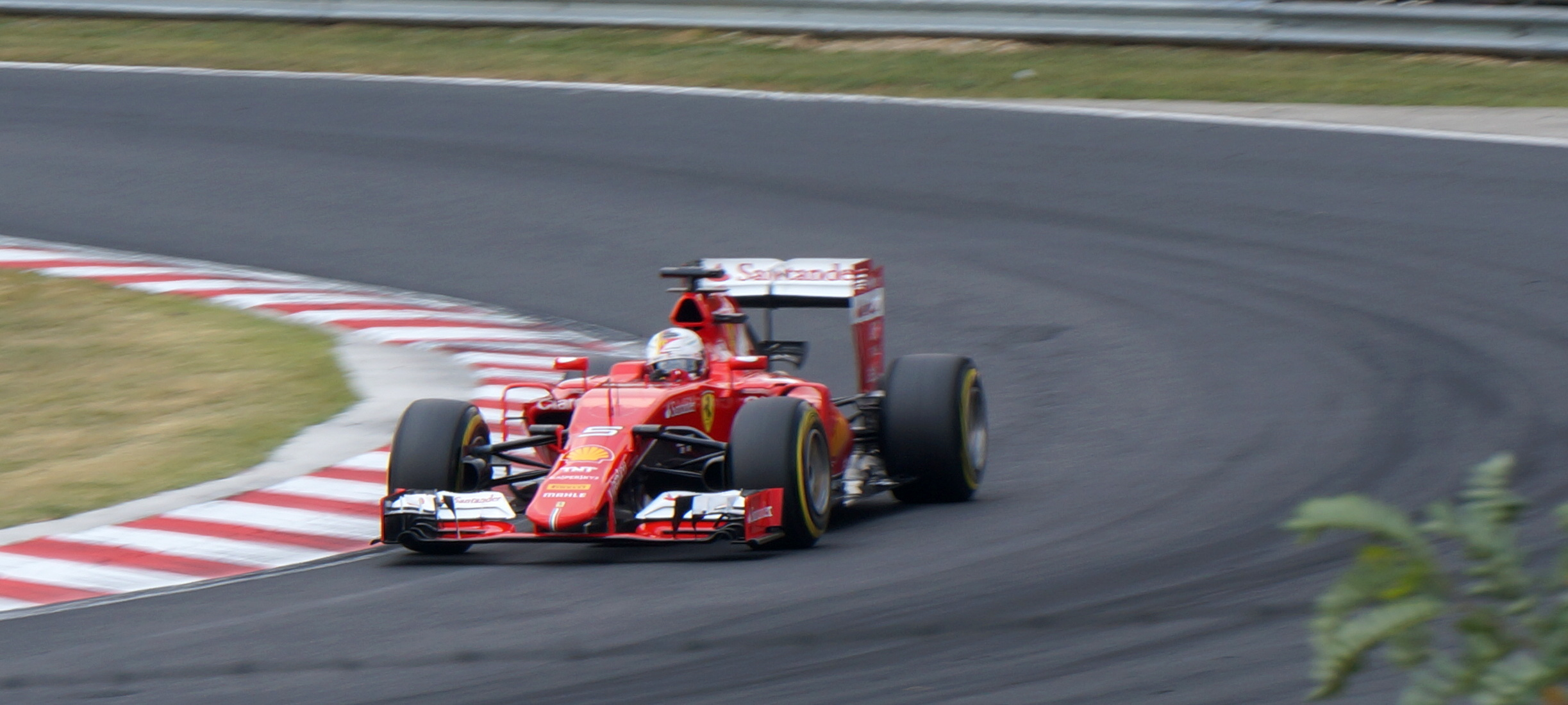
Sebastian Vettel podczas kwalifikacji

Źródło: Wyprzedź Mnie!
| Poz. | Nr | Kierowca         | Konstruktor          | Q1       | Q2       | Q3       | Poz. s. |
| --- | --- | ---------------- | -------------------- | -------- | -------- | -------- | ------- |
| 1 | 44 | Lewis Hamilton   | Mercedes             | 1:22,890 | 1:22,285 | 1:22,020 | 1       |
| 2 | 6 | Nico Rosberg     | Mercedes             | 1:22,979 | 1:22,775 | 1:22,595 | 2       |
| 3 | 5 | Sebastian Vettel | Ferrari              | 1:23,312 | 1:23,168 | 1:22,739 | 3       |
| 4 | 3 | Daniel Ricciardo | Red Bull–Renault     | 1:24,408 | 1:23,230 | 1:22,774 | 4       |
| 5 | 7 | Kimi Räikkönen   | Ferrari              | 1:23,596 | 1:23,460 | 1:23,020 | 5       |
| 6 | 77 | Valtteri Bottas  | Williams–Mercedes    | 1:23,649 | 1:23,555 | 1:23,222 | 6       |
| 7 | 26 | Daniił Kwiat     | Red Bull–Renault     | 1:23,587 | 1:23,597 | 1:23,332 | 7       |
| 8 | 19 | Felipe Massa     | Williams–Mercedes    | 1:23,895 | 1:23,598 | 1:23,537 | 8       |
| 9 | 33 | Max Verstappen   | Toro Rosso–Renault   | 1:24,032 | 1:23,781 | 1:23,679 | 9       |
| 10 | 8 | Romain Grosjean  | Lotus–Mercedes       | 1:24,242 | 1:23,805 | 1:24,181 | 10      |
| 11 | 27 | Nico Hülkenberg  | Force India–Mercedes | 1:24,115 | 1:23,826 | –        | 11      |
| 12 | 55 | Carlos Sainz Jr. | Toro Rosso–Renault   | 1:24,623 | 1:23,869 | –        | 12      |
| 13 | 11 | Sergio Pérez     | Force India–Mercedes | 1:24,444 | 1:24,461 | –        | 13      |
| 14 | 13 | Pastor Maldonado | Lotus–Mercedes       | 1:23,895 | 1:24,609 | –        | 14      |
| 15 | 14 | Fernando Alonso  | McLaren–Honda        | 1:24,563 | –        | –        | 15      |
| 16 | 22 | Jenson Button    | McLaren–Honda        | 1:24,739 | –        | –        | 16      |
| 17 | 9 | Marcus Ericsson  | Sauber–Ferrari       | 1:24,843 | –        | –        | 17      |
| 18 | 12 | Felipe Nasr      | Sauber–Ferrari       | 1:24,997 | –        | –        | 18      |
| 19 | 98 | Roberto Merhi    | Marussia–Ferrari     | 1:27,416 | –        | –        | 19      |
| 20 | 28 | Will Stevens     | Marussia–Ferrari     | 1:27,949 | –        | –        | 20      |
| Poz. | Nr | Kierowca         | Konstruktor          | Q1       | Q2       | Q3       | Poz. s. |
| \| Legenda \| Legenda \| \| ------------------------ \| ---------------------------------------------------------------------------------------------------------------------------------------------------------------------------------------------------------------------------------------------------------------- \| \| Poz. Nr Q1 Q2 Q3 Poz. s. \| Pozycja zajęta w sesji kwalifikacyjnej Numer startowy kierowcy Wynik uzyskany w pierwszej części kwalifikacji Wynik uzyskany w drugiej części kwalifikacji Wynik uzyskany w trzeciej części kwalifikacji Pozycja startowa po uwzględnięniu kar, przesunięć, itp. \| | |                  |                      |          |          |          |         |
| Legenda | |                  |                      |          |          |          |         |
| Poz. Nr Q1 Q2 Q3 Poz. s. | Pozycja zajęta w sesji kwalifikacyjnej Numer startowy kierowcy Wynik uzyskany w pierwszej części kwalifikacji Wynik uzyskany w drugiej części kwalifikacji Wynik uzyskany w trzeciej części kwalifikacji Pozycja startowa po uwzględnięniu kar, przesunięć, itp. |                  |                      |          |          |          |         |

### Wyścig
Wyścig został skrócony o jedno okrążenie z powodu ponownego ustawienia się kierowców na starcie (spowodowanego złym wybraniem miejsca startowego przez Felipe Massę).
Źródło: Wyprzedź Mnie!
| P                 | + / – | Nr | Kierowca         | Konstruktor          | Okr. | Czas / Strata | Komentarz                 |
| ----------------- | ----- | -- | ---------------- | -------------------- | ---- | ------------- | ------------------------- |
| 1                 | 2     | 5  | Sebastian Vettel | Ferrari              | 69   | 1h46m09,985   |                           |
| 2                 | 5     | 26 | Daniił Kwiat     | Red Bull–Renault     | 69   | +0:15,748     | [ a ]                     |
| 3                 | 1     | 3  | Daniel Ricciardo | Red Bull–Renault     | 69   | +0:25,084     |                           |
| 4                 | 5     | 33 | Max Verstappen   | Toro Rosso–Renault   | 69   | +0:44,251     | [ b ]                     |
| 5                 | 10    | 14 | Fernando Alonso  | McLaren–Honda        | 69   | +0:49,079     |                           |
| 6                 | 5     | 44 | Lewis Hamilton   | Mercedes             | 69   | +0:52,025     | [ c ]                     |
| 7                 | 3     | 8  | Romain Grosjean  | Lotus–Mercedes       | 69   | +0:58,578     | [ d ]                     |
| 8                 | 6     | 6  | Nico Rosberg     | Mercedes             | 69   | +0:58,876     |                           |
| 9                 | 7     | 22 | Jenson Button    | McLaren–Honda        | 69   | +1:07,028     |                           |
| 10                | 7     | 9  | Marcus Ericsson  | Sauber–Ferrari       | 69   | +1:09,130     |                           |
| 11                | 7     | 12 | Felipe Nasr      | Sauber–Ferrari       | 69   | +1:13,458     |                           |
| 12                | 4     | 19 | Felipe Massa     | Williams–Mercedes    | 69   | +1:14,278     | [ e ]                     |
| 13                | 1     | 13 | Pastor Maldonado | Lotus–Mercedes       | 69   | +1:15,142     | [ f ] [ g ] [ h ]         |
| 14                | 8     | 77 | Valtteri Bottas  | Williams–Mercedes    | 69   | +1:20,228     |                           |
| 15                | 4     | 98 | Roberto Merhi    | Marussia–Ferrari     | 67   | +2 okr.       |                           |
| 16                | 4     | 28 | Will Stevens     | Marussia–Ferrari     | 67   | +2 okr.       | zawieszenie               |
| Niesklasyfikowani |       |    |                  |                      |      |               |                           |
|                   |       | 55 | Carlos Sainz Jr. | Toro Rosso–Renault   | 61   | +8 okr.       | ciśnienie paliwa          |
|                   |       | 7  | Kimi Räikkönen   | Ferrari              | 56   | +13 okr.      | ERS                       |
|                   |       | 11 | Sergio Pérez     | Force India–Mercedes | 54   | +15 okr.      | hamulce                   |
|                   |       | 27 | Nico Hülkenberg  | Force India–Mercedes | 41   | +28 okr.      | przednie skrzydło/wypadek |
| P                 | + / – | Nr | Kierowca         | Konstruktor          | Okr. | Czas / Strata | Komentarz                 |

### Najszybsze okrążenie
Źródło: Wyprzedź Mnie!
| Nr | Kierowca         | Konstruktor      | Czas     | Okr. |
| -- | ---------------- | ---------------- | -------- | ---- |
| 3  | Daniel Ricciardo | Red Bull–Renault | 1:24,821 | 68   |

## Prowadzenie w wyścigu
Źródło: Racing–Reference.info
| Nr                              | Kierowca         | Okrążenia   | Suma |
| ------------------------------- | ---------------- | ----------- | ---- |
| 5                               | Sebastian Vettel | 1-27, 28-69 | 68   |
| 7                               | Kimi Räikkönen   | 27-28       | 1    |
| \| Wykres \| \| ------ \| \| \| |                  |             |      |
| Wykres                          |                  |             |      |
|                                 |                  |             |      |

## Klasyfikacja po zakończeniu wyścigu

### Kierowcy
| P                 | +/− | Kierowca         | Starty | Punkty | P1 | P2 | P3 | PP | NO | NS |
| ----------------- | --- | ---------------- | ------ | ------ | -- | -- | -- | -- | -- | -- |
| 1                 | 0   | Lewis Hamilton   | 10     | 202    | 5  | 3  | 1  | 9  | 4  | –  |
| 2                 | 0   | Nico Rosberg     | 10     | 181    | 3  | 4  | 2  | 1  | 2  | –  |
| 3                 | 0   | Sebastian Vettel | 10     | 160    | 2  | 1  | 4  | –  | –  | –  |
| 4                 | 0   | Valtteri Bottas  | 9      | 77     | –  | –  | 1  | –  | –  | –  |
| 5                 | 0   | Kimi Räikkönen   | 10     | 76     | –  | 1  | –  | –  | 2  | 3  |
| 6                 | 0   | Felipe Massa     | 10     | 74     | –  | –  | 1  | –  | –  | –  |
| 7                 | 0   | Daniel Ricciardo | 10     | 51     | –  | –  | 1  | –  | 2  | 1  |
| 8                 | 0   | Daniił Kwiat     | 9      | 45     | –  | 1  | –  | –  | –  | 1  |
| 9                 | 0   | Nico Hülkenberg  | 10     | 24     | –  | –  | –  | –  | –  | 2  |
| 10                | 0   | Romain Grosjean  | 10     | 23     | –  | –  | –  | –  | –  | 3  |
| 11                | +3  | Max Verstappen   | 10     | 22     | –  | –  | –  | –  | –  | 4  |
| 12                | −1  | Felipe Nasr      | 9      | 16     | –  | –  | –  | –  | –  | –  |
| 13                | −1  | Sergio Pérez     | 10     | 15     | –  | –  | –  | –  | –  | 1  |
| 14                | −1  | Pastor Maldonado | 10     | 12     | –  | –  | –  | –  | –  | 6  |
| 15                | +3  | Fernando Alonso  | 9      | 11     | –  | –  | –  | –  | –  | 5  |
| 16                | −1  | Carlos Sainz Jr. | 10     | 9      | –  | –  | –  | –  | –  | 4  |
| 17                | 0   | Jenson Button    | 9      | 6      | –  | –  | –  | –  | –  | 4  |
| 18                | −2  | Marcus Ericsson  | 10     | 6      | –  | –  | –  | –  | –  | 1  |
| 19                | 0   | Roberto Merhi    | 9      | 0      | –  | –  | –  | –  | –  | 1  |
| 20                | 0   | Will Stevens     | 8      | 0      | –  | –  | –  | –  | –  | 1  |
| Niesklasyfikowani |     |                  |        |        |    |    |    |    |    |    |
|                   |     | Kevin Magnussen  | –      | –      | –  | –  | –  | –  | –  | –  |
| P                 | +/− | Kierowca         | Starty | Punkty | P1 | P2 | P3 | PP | NO | NS |

### Konstruktorzy
| P  | +/− | Konstruktor             | Starty | Punkty | P1 | P2 | P3 | PP | NO | NS |
| -- | --- | ----------------------- | ------ | ------ | -- | -- | -- | -- | -- | -- |
| 1  | 0   | Mercedes                | 20     | 383    | 8  | 7  | 3  | 10 | 6  | –  |
| 2  | 0   | Ferrari                 | 20     | 236    | 2  | 2  | 4  | –  | 2  | 3  |
| 3  | 0   | Williams Mercedes       | 19     | 151    | –  | –  | 2  | –  | –  | –  |
| 4  | 0   | Red Bull Racing Renault | 19     | 96     | –  | 1  | 1  | –  | 2  | 2  |
| 5  | 0   | Force India Mercedes    | 20     | 39     | –  | –  | –  | –  | –  | 3  |
| 6  | 0   | Lotus Mercedes          | 20     | 35     | –  | –  | –  | –  | –  | 9  |
| 7  | +1  | STR Renault             | 20     | 31     | –  | –  | –  | –  | –  | 8  |
| 8  | −1  | Sauber Ferrari          | 19     | 22     | –  | –  | –  | –  | –  | 1  |
| 9  | 0   | McLaren Honda           | 18     | 17     | –  | –  | –  | –  | –  | 9  |
| 10 | 0   | Marussia Ferrari        | 17     | 0      | –  | –  | –  | –  | –  | 2  |
| P  | +/− | Konstruktor             | Starty | Punkty | P1 | P2 | P3 | PP | NO | NS |